# Melodi Grand Prix Junior
Melodi Grand Prix Junior (officiell MGPjr) är en norsk musiktävling för barn arrangerad av NRK årligen sedan 2002.
Tävlingen fungerade 2002 och 2006–2009 som uttagning till MGP Nordic. 2003-2005 skickades de vinnande bidragen istället till Junior Eurovision Song Contest. Sedan 2010 skickas ej vinnaren vidare till någon annan tävling.

## Vinnare
| År   | Artist            | Låt                     | Översättning           | Ref   |
| ---- | ----------------- | ----------------------- | ---------------------- | ----- |
| 2022 | William           | Tusen Tanker            | Tusen tankar           | [ 1 ] |
| 2021 | Josefine og Oskar | Smitte deg med glede    | Smitta dig med lycka   | [ 2 ] |
| 2020 | Hennika           | Kan ikke la deg gå      | Kan inte låta dig gå   | [ 2 ] |
| 2019 | Anna & Emma       | Kloden er syk           | Jorden är sjuk         | [ 2 ] |
| 2018 | 4everU            | Forandring              | Förändring             | [ 2 ] |
| 2017 | Oselie            | Verda vår               | Vår värld              | [ 2 ] |
| 2016 | Vilde og Anna     | Vestlandet              | Västlandet             | [ 2 ] |
| 2015 | Thea              | Du gjør mæ så glad      | Du gör mig så glad     | [ 2 ] |
| 2014 | Mathea-Mari       | #online                 | #online                | [ 2 ] |
| 2013 | Unik 4            | Så sur da               | Så sur då              | [ 2 ] |
| 2012 | Marcus & Martinus | To dråper vann          | Två droppar vatten     | [ 2 ] |
| 2011 | Sval              | Trenger deg             | Behöver dig            | [ 2 ] |
| 2010 | Torstein          | Svikter aldri igjen     | Sviker aldrig igen     | [ 2 ] |
| 2009 | Jørgen            | Din egen vei            | Din egen väg           | [ 2 ] |
| 2008 | Black Sheeps      | Oro Jaska, Beana        | Var tyst, hund         | [ 2 ] |
| 2007 | Celine            | Bæstevænna              | Bästa vänner           | [ 2 ] |
| 2006 | Ole Runar         | Fotball e Supert        | Fotboll är super       | [ 2 ] |
| 2005 | Malin             | Sommer og Skolefri      | Sommar och skollov     | [ 2 ] |
| 2004 | @lek              | En Stjerne Skal Jeg Bli | En stjärna ska jag bli | [ 2 ] |
| 2003 | 2U                | Sinsykt Gal Forelsket   | Galet förälskad        | [ 2 ] |
| 2002 | To små karer      | Paybacktime             | Paybacktime            | [ 2 ] |

## Presentatörer
- Thomas Numme (2002)
- Stian Barsnes-Simonsen (2002–08)
- Nadia Hasnaoui (2004–06)
- Kåre Magnus Bergh (2009–10)
- Marthe Sveberg Bjørstad (2009)
- Ingrid Gjessing Linhave (2010, 2016)
- Margrethe Røed (2011–15)
- Alex Rosén (2011)
- Tooji (2012–14)
- Nicolay Ramm (2016–17)
- Mikkel Niva (2017–19)
- Sigrid Velle Dypbukt (2018–19)
- Selma Ibrahim Karlsen (2020-22)
- Victor Sotberg (2020-21)